# STS-102
STS-102 je mise amerického programu raketoplánů, konkrétně stroje Discovery v březnu 2001. Hlavním cílem letu byla výměna první a druhé posádky Mezinárodní vesmírné stanice.

## Posádka
- James D. Wetherbee (5) - velitel
- James McNeal Kelly (1) - pilot
- Andrew S. W. Thomas (3) - letový specialista
- Paul William Richards (1) - letový specialista

### 2. posádka (pouze vzlet)
- Jurij V. Usačov (4)
- James S. Voss (5)
- Susan J. Helmsová (5)

### 1. posádka (pouze přistání)
- William M. Shepherd (4)
- Jurij P. Gidzenko (2)
- Sergej K. Krikaljov (5)

V závorkách je uveden dosavadní počet letů do vesmíru včetně této mise.

## Vesmírné procházky
- EVA 1: Voss a Helmsová – 8 hodin, 56 minut
- EVA 2: Thomas a Richards – 6 hodin, 21 minut